# Lawrence Frank
Lawrence Adam Frank (Teaneck, 23 agosto 1970) è un allenatore di pallacanestro e dirigente sportivo statunitense, professionista nella NBA.

## Carriera
Frank è diventato l'allenatore ad interim dei New Jersey Nets il 26 gennaio 2004, succedendo a Byron Scott, dopo aver prestato servizio come assistente allenatore con la squadra dalla stagione 2000-2001. È diventato ufficialmente l'allenatore capo dei Nets il 21 giugno 2004.
Frank ha iniziato la sua carriera di allenatore NBA raggiungendo un record di 13-0 dal 27 gennaio al 24 febbraio 2004, stabilendo un nuovo record NBA per il maggior numero di vittorie consecutive da parte di un allenatore NBA esordiente. La serie di 13 vittorie consecutive è stata anche la più lunga serie di vittorie di un allenatore principiante in uno dei quattro principali campionati sportivi professionistici del Nord America. Durante questa serie di vittorie consecutive, i Nets hanno vinto sei partite consecutive in trasferta, dando a Frank il record per il maggior numero di vittorie in trasferta da un allenatore principiante.
I Nets hanno scelto l'opzione di estensione nel contratto di Lawrence il 6 giugno 2006 e hanno aggiunto un'estensione di due anni il 23 luglio 2007. Tuttavia, il mandato di Frank come capo allenatore dei Nets è terminato il 29 novembre 2009, dopo che i Nets hanno iniziato la stagione con un record di 0-16. Questa serie era in corso al momento del suo licenziamento e continuò in seguito. Frank è stato l'unico allenatore in assoluto nella NBA ad iniziare e terminare il suo mandato con una squadra con una serie di vittorie e sconfitte a due cifre. Dopo il suo licenziamento, Frank ha lavorato come analista per NBATV. Il 15 luglio 2010, Frank è stato assunto dai Boston Celtics, in sostituzione di Tom Thibodeau come capo assistente allenatore dello staff tecnico di Doc Rivers.
Il 3 agosto 2011, Frank è stato presentato come capo allenatore dei Detroit Pistons.
Dopo una sconfitta contro Oklahoma City Thunder il 12 novembre 2012, i Pistons sono scesi a 0–8. Questo ha reso Frank il terzo allenatore nella storia della NBA ad iniziare almeno 0–8 con due franchigie separate.
Il 18 aprile 2013, Frank è stato licenziato dai Pistons dopo aver passato 54-94 in due stagioni.
Il 28 giugno 2013, ha ceduto agli sforzi di reclutamento piuttosto pubblici dell'allenatore Jason Kidd per fare di Frank (che aveva allenato Kidd quando giocava per i Nets) il suo capo assistente allenatore sui Brooklyn Nets. Il contratto di Frank lo rese l'assistente allenatore più pagato dell'NBA all'epoca (circa 6 milioni di dollari in 6 anni). Preferendo delegare la sua autorità, Kidd ha dichiarato che il ruolo di Frank sarebbe stato quello di gestire la difesa della squadra, pur essendo il suo mentore di capo allenatore. Kidd ha messo un altro assistente allenatore, John Welch, responsabile dell'attacco della squadra.
Il 3 dicembre 2013, Frank è stato retrocesso, relegato dall'allenatore dei Nets, Jason Kidd, a limitarsi a compilare rapporti di valutazione della squadra. Questa cosiddetta "riassegnazione" significava che a Frank sarebbe stato vietato di stare in panchina durante le partite e persino di assistere agli allenamenti di squadra. Ciò è derivato dall'escalation delle tensioni e dai litigi tra i due sulle filosofie, strategie e tattiche di coaching "giuste" per la squadra.
Il 26 settembre 2014, Frank ha negoziato un buyout dai Nets e ha iniziato i colloqui per entrare a far parte dello staff Clippers.

## Statistiche

### Allenatore
| Stagione | Squadra         | Regular Season | Regular Season | Regular Season | Regular Season | Regular Season          | Post Season                                                 |
| Stagione | Squadra         | V              | P              | % V            | G              | Posizione finale        | Post Season                                                 |
| -------- | --------------- | -------------- | -------------- | -------------- | -------------- | ----------------------- | ----------------------------------------------------------- |
| 2003-04  | N.J. Nets       | 25             | 15             | 62,5           | 40             | 1º in Atlantic Division | Sconfitto alle Semifinali di Conference dai Pistons (3-4)   |
| 2004-05  | N.J. Nets       | 42             | 40             | 51,2           | 82             | 3º in Atlantic Division | Sconfitto al primo round dai Heat (0-4)                     |
| 2005-06  | N.J. Nets       | 49             | 33             | 59,8           | 82             | 1º in Atlantic Division | Sconfitto alle Semifinali di Conference dai Heat (1-4)      |
| 2006-07  | N.J. Nets       | 41             | 41             | 50,0           | 82             | 2º in Atlantic Division | Sconfitto alle Semifinali di Conference dai Cavaliers (2-4) |
| 2007-08  | N.J. Nets       | 34             | 48             | 41,5           | 82             | 4º in Atlantic Division | Manca i play-off                                            |
| 2007-08  | N.J. Nets       | 34             | 48             | 41,5           | 82             | 4º in Atlantic Division | Manca i play-off                                            |
| 2009-10  | N.J. Nets       | 0              | 16             | 0,0            | 16             | -                       | -                                                           |
| 2011-12  | Detroit Pistons | 25             | 41             | 37,9           | 66             | 4º in Central Division  | Manca i play-off                                            |
| 2012-13  | Detroit Pistons | 29             | 53             | 35,4           | 82             | 4º in Central Division  | Manca i play-off                                            |
|          | Carriera        | 279            | 335            | 45,4           | 614            |                         |                                                             |